# Mycerinus dorcadioides
Mycerinus dorcadioides är en skalbaggsart som först beskrevs av Audinet-serville 1835.  Mycerinus dorcadioides ingår i släktet Mycerinus och familjen långhorningar.
Artens utbredningsområde är Senegal. Inga underarter finns listade i Catalogue of Life.